# Panisea distelidia
Panisea distelidia är en orkidéart som beskrevs av I.D.Lund. Panisea distelidia ingår i släktet Panisea och familjen orkidéer. Inga underarter finns listade i Catalogue of Life.